# Массовое убийство членов Лиги Бодо
Массовое убийство членов Лиги Бодо (кор. 보도연맹 학살?, 保導聯盟虐殺?) — массовое убийство коммунистов и предполагаемых сторонников коммунизма (многие из которых были гражданскими лицами, не имевшими отношения к коммунизму или коммунистам), произошедшее летом 1950 года во время Корейской войны. Оценки числа погибших варьируются. Историки и эксперты по Корейской войне считают, что было убито от 60 000 до 200 000 человек.
Резня была совершена правительственными силами президента Ли Сын Мана и ложно приписана коммунистам под руководством северокорейского лидера Ким Ир Сена. Южнокорейское правительство в течение четырёх десятилетий старалось скрыть это преступление. Выжившим запрещали рассказывать о случившемся под угрозой быть признанными сочувствующими коммунистам; публичное раскрытие информации грозило пытками и смертью. В 1990-х годах и позже из массовых захоронений были извлечены несколько трупов, что привело к общественному осознанию резни. Спустя полвека после трагедии комиссия правды и примирения провела расследование этого и других инцидентов, которые долгое время оставались скрытыми от истории, в отличие от широко освещаемых казней южнокорейских правых в Северной Корее.

## Лига Бодо

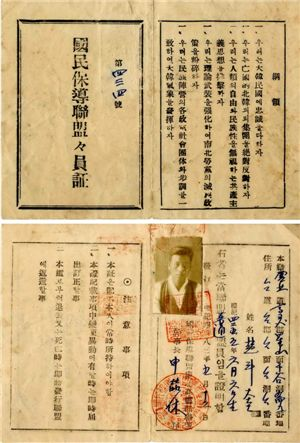
Удостоверение личности члена Национальной лиги Бодо

Южнокорейский президент Ли Сын Ман зарегистрировал около 300 000 человек, подозреваемых в симпатиях к коммунистам или политических оппонентов, в рамках официального движения по «перевоспитанию», известного как Национальная лига Бодо (или Национальная лига реабилитации и руководства, Альянс национальной гвардии, Национальная лига руководства, кор. 국민보도연맹?, 國民保導聯盟?). Это было сделано под предлогом защиты их от казни.
Национальная лига Бодо была создана корейскими юристами, сотрудничавшими с японским колониальным правительством. В лигу также принудительно включали некоммунистически настроенных людей, чтобы выполнить квоты по призыву. и других лиц для выполнения квот по набору.
В июне 1949 года правительство Южной Кореи обвинило активистов движения за независимость в принадлежности к лиге Бодо. В 1950 году, незадолго до начала Корейской войны, первый президент Южной Кореи Ли Сын Ман заключил в тюрьму около 20 000 предполагаемых коммунистов.

## Казни

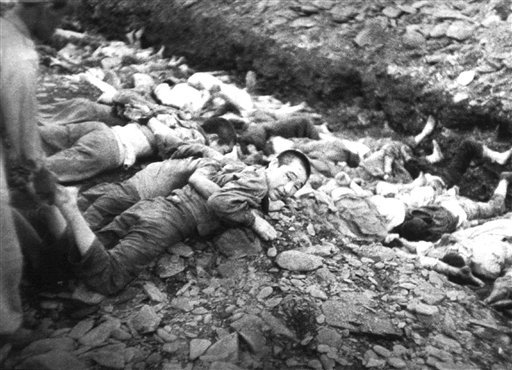
Заключённые лежат на земле перед казнью южнокорейскими войсками недалеко от Тэджона, Южная Корея, июль 1950 года. Фото майора армии США Эбботта.

Под руководством Ким Ир Сена Корейская народная армия начала наступление с севера 25 июня 1950 года, что положило начало Корейской войне. По словам Ким Мансика, старшего офицера военной полиции, 27 июня 1950 года президент Ли Сын Ман приказал казнить людей, связанных с Лигой Бодо или Трудовой партией Южной Кореи. Первая массовая казнь произошла на следующий день в Хвенсоне, провинция Канвондо. Отступающие южнокорейские силы и антикоммунистические группы казнили предполагаемых коммунистических заключённых и многих членов Лиги Бодо без суда и следствия. Ким Тэ Сон, начальник Сеульской столичной полиции, признался, что лично казнил по меньшей мере 12 «коммунистов и подозреваемых в коммунизме» после начала войны. Когда Сеул был освобождён в конце сентября 1950 года, около 30 000 южнокорейцев были признаны коллаборационистами с КНДР и расстреляны силами Республики Корея. По крайней мере, один подполковник США одобрил казни по просьбе южнокорейского командира полка Ким Чон Уна. Подполковник Роллинс С. Эммерих, первоначально затормозив и выразив несогласие, сказал южнокорейскому командиру, что может убить большое количество политических заключённых в Пусане, если войска КНДР приблизятся, чтобы они не попали в руки врага. Массовая казнь 3400 южнокорейцев действительно произошла недалеко от Пусана тем летом.

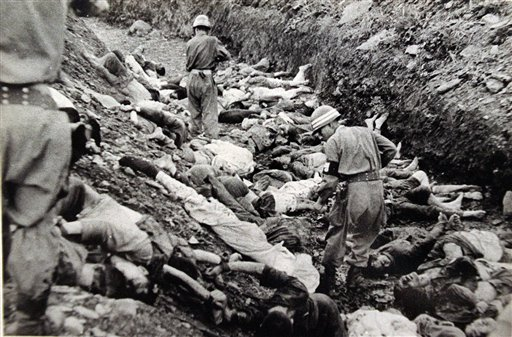
Южнокорейские солдаты идут среди тел южнокорейских политических заключённых, расстрелянных близ Тэджона, Южная Корея, июль 1950 года. Фото майора армии США Эбботта.

Официальные документы США подтверждают, что американские офицеры были свидетелями и даже сфотографировали массовое убийство. В другом документе говорится, что Джон Дж. Муччо, тогдашний посол США в Южной Корее, рекомендовал президенту Ли и министру обороны Син Сон Мо прекратить казни. Американские свидетели также сообщили о казни девочки, которая выглядела на 12-13 лет. О резне сообщили как в Вашингтон, так и в генеральный штаб, где генерал Дуглас Макартур назвал это «внутренним делом». Один из свидетелей рассказал, что 40 жертвам переломали спины прикладами винтовок, а затем застрелили. Жертв в приморских деревнях связывали вместе и бросали в море, чтобы они утонули. Южнокорейский адмирал в отставке Нам Сан Хи признался, что разрешил выбросить тела 200 жертв в море, сказав: «У них не было времени на судебные разбирательства».
Также были свидетели из Великобритании и Австралии. Великобритания подняла этот вопрос на дипломатическом уровне в США, в результате чего помощник государственного секретаря по делам Восточной Азии и Тихого океана Дин Раск сообщил британцам, что американские командиры делают «всё возможное для пресечения таких зверств». Во время резни британцы защищали своих союзников и спасли некоторых граждан. Associated Press провела обширное архивное исследование и обнаружила документы, классифицированные как «секретные» и «сданные на хранение» Пентагоном и Государственным департаментом в Вашингтоне, которые указывали, что американский командующий генерал Дуглас Макартур не предпринимал никаких попыток остановить массовые убийства без суда и следствия.

### Тэджон
Когда северокорейская армия приближалась к Тэджону, южнокорейские военизированные формирования казнили около 7 тыс. политических заключенных, мужчин, женщин и детей, в массовых захоронениях, а американские офицеры делали фотографии, которые хранились в тайне до тех пор, пока они не были обнародованы в 1999 году. 
Это было лишь одно из многих массовых убийств, совершенных южнокорейскими военными против политических заключенных в первые месяцы войны. Многие из них, включая резню в Тэджоне, пропагандистски обвиняли северокорейцев.

## Последствия
После наступления ООН, в результате которого Южная Корея освободила свои оккупированные территории, полиция и группы ополчения проводили казни подозреваемых в симпатиях к Северной Корее. В октябре 1950 года произошла резня в пещере Гоян Кымчжон. В декабре британские войска спасли гражданских лиц, выстроенных в линию для расстрела южнокорейскими офицерами, и захватили одно из мест казней за пределами Сеула, чтобы предотвратить дальнейшие массовые убийства. 4 января 1951 года южнокорейская полиция совершила резню в Канхва, убив 139 гражданских лиц в попытке предотвратить их сотрудничество с северокорейцами. Согласно южнокорейскому отчёту, Южная Корея и США «оказывали помощь правым гражданским организациям, таким как Силы самообороны Канхва, предоставляя боевое снаряжение и припасы».

## Комиссия правды и применения
В 2008 году в Тэджоне, Южная Корея, и других местах были обнаружены траншеи с телами погибших. Южнокорейская комиссия правды и применения задокументировала показания тех, кто еще жив и принимал участие в казнях, включая бывшего охранника тюрьмы Тэджон Ли Чжун Ена.
Помимо фотографий мест казней, Национальный архив в Вашингтоне опубликовал рассекреченные фотографии американских солдат на местах казней, в том числе в Тэджоне, что подтверждает осведомлённость американских военных.